# 8866 Tanegashima
8866 Tanegashima (1992 BR) là một tiểu hành tinh vành đai chính được phát hiện ngày 26 tháng 1 năm 1992 bởi M. Mukai và M. Takeishi ở Kagoshima.